# Allophylus grossedentatus
Allophylus grossedentatus là một loài thực vật có hoa trong họ Bồ hòn. Loài này được (Turcz.) Fern.-Vill. mô tả khoa học đầu tiên năm 1880.